# (699414) 2020 CM3
(699414) 2020 CM3 est un objet épars découvert le 2 février 2020.